# Радісне (Синельниківський район)
Раді́сне — село в Україні, у Покровській селищній громаді Синельниківського району Дніпропетровської області. Населення становить 164 особи. До 2016 року орган місцевого самоврядування — Андріївська сільська рада.

## Географія
Село Радісне розташоване на правому березі річки Гайчул, вище за течією примикає село Нове Запоріжжя (Пологівський район), нижче за течією на відстані 1,5 км розташоване село Нечаївка. Поруч пролягає автошлях регіонального значення Р85.

## Історія
Засноване у 1923 році, як хутір Рада. Поряд існував хутір під назвою Зелений Гай.
У 1956 році хутори адміністративно об'єднано в село, якому місцева влада надала назву — Радісне.
9 вересня 2016 року, в ході децентралізації, Андріївська сільська рада об'єднана з Покровською селищною громадою.
12 червня 2020 року, відповідно до розпорядження Кабінету Міністрів України № 709-р від «Про визначення адміністративних центрів та затвердження територій територіальних громад Дніпропетровської області», увійшло до складу Покровської селищної громади.
19 липня 2020 року, в результаті адміністративно-територіальної реформи і ліквідації Покровського району, село увійшло до складу новоутвореного Синельниківського району.

## Населення

### Мова
Розподіл населення за рідною мовою за даними перепису 2001 року:
| Мова       | Кількість | Відсоток |
| ---------- | --------- | -------- |
| українська | 164       | 100%     |